# أ أ أ (صناعة ألعاب الفيديو)
|  | يجري الآن نقاش حول نقل صفحة أ أ أ (صناعة ألعاب الفيديو) إلى عنوان آخر. جار التوصل إلى اتفاق بشأن النقل في صفحة طلبات النقل. |

في صناعة ألعاب الفيديو، يعتبر تصنيف أ أ أ (بالإنجليزية: AAA)‏ تصنيفًا غير رسمي يستخدم لتصنيف ألعاب الفيديو التي ينتجها ويوزعها ناشر متوسط الحجم أو ناشر رئيسي، والتي عادةً ما يكون لها ميزانيات تطوير وتسويق أعلى من المستويات الأخرى للألعاب.